# Montignoso
Montignoso est une commune de la province de Massa-Carrara, dans la Toscane, en Italie.

## Histoire
- Le château Aghinolfi.

## Administration
| Période                                  | Période  | Identité          | Étiquette       | Qualité |
| ---------------------------------------- | -------- | ----------------- | --------------- | ------- |
| 30 mai 2006                              | En cours | Federico Binaglia | Centro-Sinistra |         |
| Les données manquantes sont à compléter. |          |                   |                 |         |

### Hameaux
Cinquale, Lago di Porta, Renella, Capanne, Prato, Piazza, San Eustachio (ou Montagne), Cerreto, Pasquilio.

### Communes limitrophes
Forte dei Marmi, Massa, Pietrasanta, Seravezza.

### Jumelages
- Valréas (France).

## Personnalités liées à la commune
- Carlo Sforza (1872-1952), homme politique.